# Kenosha
Kenosha é uma cidade localizada no estado norte-americano do Wisconsin, no Condado de Kenosha.
Encontra-se 51 km ao sul de Milwaukee e 50 quilômetros ao norte de Chicago. Está fortemente ligada tanto à área metropolitana de Chicago quanto à de Milwaukee.

## Geografia
De acordo com o United States Census Bureau, a cidade tem uma área de 70 km², onde 69,7 km² estão cobertos por terra e 0,3 km² por água.

### Localidades na vizinhança
O diagrama seguinte representa as localidades num raio de 16 km ao redor de Kenosha.

## Demografia
Segundo o censo nacional de 2010, a sua população é de 99 218 habitantes e sua densidade populacional é de 1 422,51 hab/km². É a quarta cidade mais populosa do Wisconsin e também a quarta maior cidade na costa oeste do Lago Michigan, após Chicago, Milwaukee e Green Bay. Possui 40 643 residências, que resulta em uma densidade de 582,71 residências/km².